# Wyoming Wing Civil Air Patrol
A Wyoming Wing Civil Air Patrol (WYWG) é uma das 52 "alas" (50 estados, Porto Rico e Washington, D.C.) da "Civil Air Patrol" (a força auxiliar oficial da Força Aérea dos Estados Unidos) no Estado do Wyoming. A sede da Wyoming Wing está localizada em Cheyenne, Wyoming. A Wyoming Wing consiste em mais de 260 cadetes e membros adultos distribuídos em 9 locais espalhados por todo o Estado.
A ala de Wyoming é membro da Região de Rocky Mountain da CAP juntamente com as alas dos seguintes Estados: Idaho, Colorado, Montana e Utah.

## Missão
A Civil Air Patrol (CAP) tem três missões: fornecer serviços de emergência; oferecer programas de cadetes para jovens; e fornecer educação aeroespacial para membros da CAP e para o público em geral.

## Serviços de emergência
A CAP fornece ativamente serviços de emergência, incluindo operações de busca e salvamento e gestão de emergência, bem como auxilia na prestação de ajuda humanitária.
A CAP também fornece apoio à Força Aérea por meio da realização de transporte leve, suporte de comunicações e levantamentos de rotas de baixa altitude. A Civil Air Patrol também pode oferecer apoio a missões de combate às drogas.
Em maio de 2020, a Wyoming Wing auxiliou na resposta do Wyoming à pandemia COVID-19. A Wyoming Wing foi encarregada de transportar kits de teste de coronavírus do Condado de Sublette para o Laboratório de Saúde Pública de Wyoming em Cheyenne.

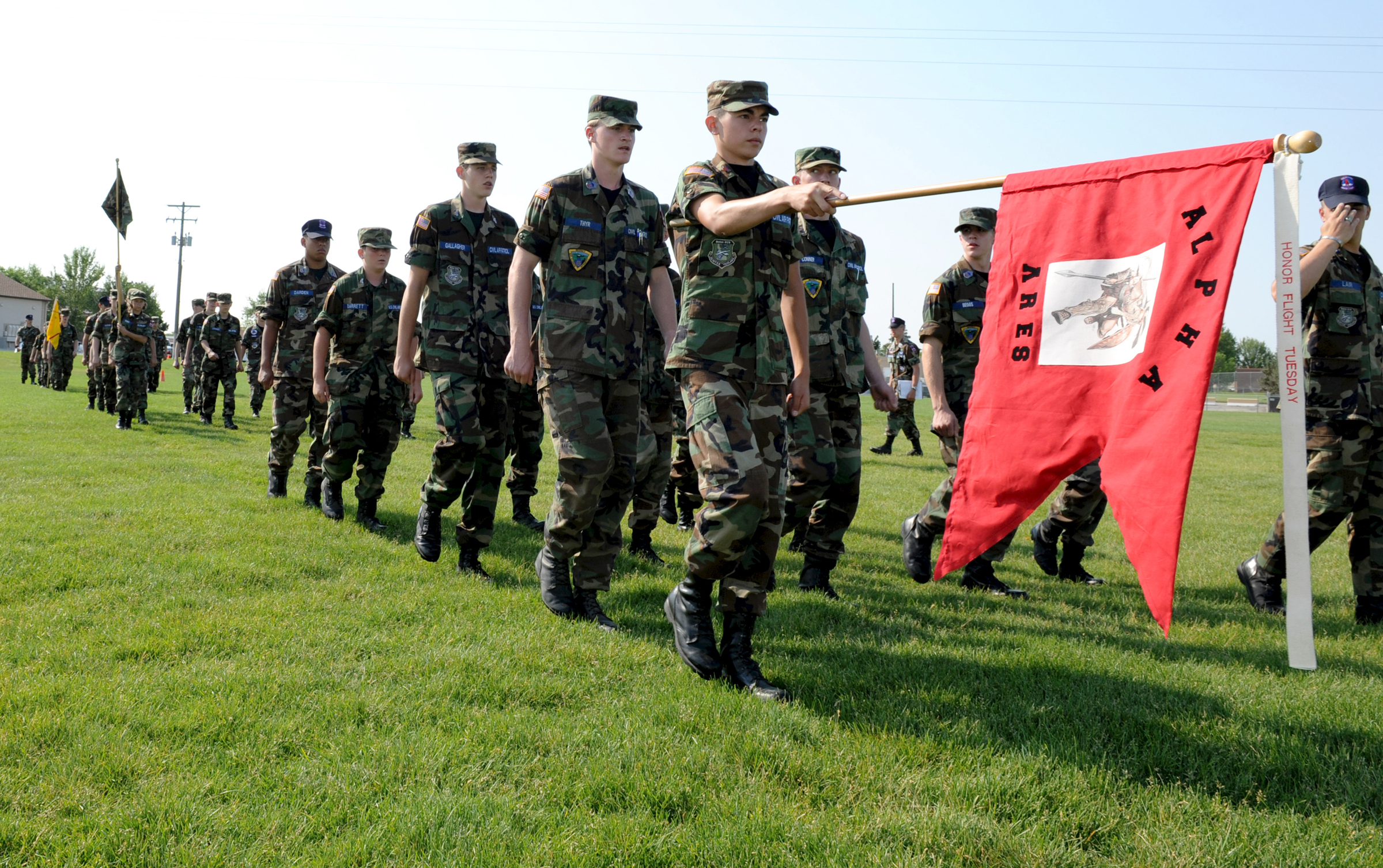
Cadetes das alas de Idaho, Montana, Wyoming e Nevada da Civil Air Patrol treinam para a cerimônia de aprovação e revisão durante o acampamento "Mountain Eagle II".

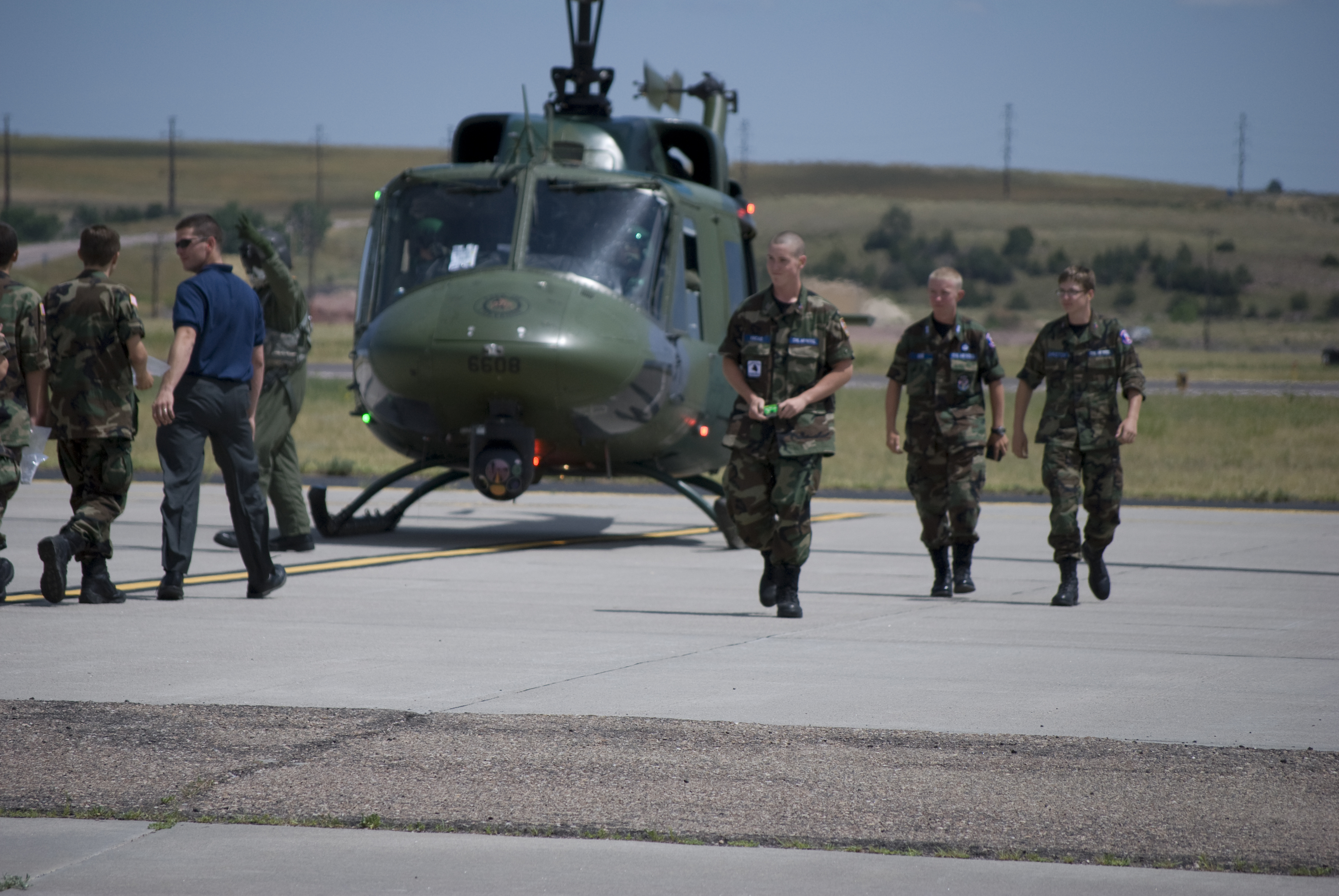
Cadetes da Civil Air Patrol se revezam em voos no UH1 da Base Aérea F.E. Warren.

## Programas de cadetes
A CAP oferece programas de cadetes para jovens de 12 a 21 anos, que incluem educação aeroespacial, treinamento de liderança, preparo físico e liderança moral para cadetes.

## Educação Aeroespacial
A CAP oferece educação aeroespacial para membros do CAP e para o público em geral. Cumprir o componente de educação da missão geral da CAP inclui treinar seus membros, oferecer workshops para jovens em todo o país por meio de escolas e fornecer educação por meio de eventos públicos de aviação.

## Organização
| Designação | Nome do Esquadrão                           | Localização |
| ---------- | ------------------------------------------- | ----------- |
| WY-002     | 492nd Emergency Services Composite Squadron | Casper      |
| WY-019     | Teton County Composite Squadron             | Jackson     |
| WY-059     | Wheatland Composite Squadron                | Wheatland   |
| WY-066     | Cheyenne Composite Squadron                 | Cheyenne    |
| WY-069     | Powder River Composite Squadron             | Gillette    |
| WY-072     | Laramie Valley Composite Squadron           | Laramie     |
| WY-075     | Cody Cadet Squadron                         | Burlington  |
| WY-076     | Big Horn Composite Squadron                 | Powell      |
| WY-078     | Cloud Peak Composite Squadron               | Sheridan    |